# 7067 Kiyose
7067 Kiyose eller 1993 XE är en asteroid i huvudbältet som upptäcktes den 4 december 1993 av de båda japanska astronomerna Masanori Hirasawa och Shohei Suzuki vid Nyukasa-observatoriet. Den är uppkallad efter den japanska staden Kiyose.
Asteroiden har en diameter på ungefär 14 kilometer och den tillhör asteroidgruppen Eos.